# 江道格
江道格（英語：Doug Chiang，1962年2月16日—）是台灣人在美國的電影設計師和藝術家，擁有中華民國國籍。他是盧卡斯影業的副總裁兼執行創意總監。

## 經歷
江道格出生於台灣宜蘭縣，他的父親去美國密西根州留學，並在他五歲的時候舉家搬到了密西根州迪爾伯恩。他的父母鼓勵他透過多說英語來融入美國文化，他稱這是家庭試圖融入美國的方式之一。因此，他多年來失去了說中文的能力。儘管如此，他仍將自己的生活方式描述為「仍然非常具有中華文化」，並引用了父母強加的強烈職業道德。
他的靈感來自原版星際大戰電影與隨附的藝術設計書。1982年之前，他在創意研究學院學習工業設計。後來，他在加利福尼亞大學洛杉磯分校學習電影製作，並於1986年畢業。

## 外部連結
- 江道格在互联网电影资料库（IMDb）上的資料（英文）
- 網路推理小說資料庫上的江道格
- Doug Chiang Studio （页面存档备份，存于）
- Ice Blink Studios （页面存档备份，存于）